# Ladignac-le-Long
Ladignac-le-Long település Franciaországban, Haute-Vienne megyében. Lakosainak száma 1159 fő (2022. január 1.). Ladignac-le-Long Saint-Hilaire-les-Places, Jumilhac-le-Grand, Bussière-Galant, Le Chalard, La Meyze és Saint-Yrieix-la-Perche községekkel határos.

## Népesség
A település népességének változása:
| Lakosok száma | 1147 | 1159 | 1176 | 1168 | 1173 | 1165 | 1156 | 1144 | 1159 |
|               | 2013 | 2015 | 2016 | 2017 | 2018 | 2019 | 2020 | 2021 | 2022 |